# James Henry Gorbey
James Henry Gorbey (* 30. Juli 1920 in Chester, Pennsylvania; † 24. Oktober 1977) war ein US-amerikanischer Jurist und Politiker.

## Leben
Gorbey diente von 1942 bis 1945 im United States Marine Corps, zuletzt im Rang eines lieutenant. Danach studierte er an der Bowling Green State University in Bowling Green, Ohio und erhielt dort 1945 einen Bachelor of Arts (B.A.). An der Law School der Temple University in Philadelphia erhielt er 1949 einen Bachelor of Laws (LL.B.). Gorbey praktizierte nun von 1949 bis 1967 als Rechtsanwalt in Chester, Pennsylvania. Daneben arbeitete er 1950 für das Inheritance Tax Department des Bundesstaates und war von 1951 bis 1952 Herausgeber des Delaware County Legal Journal. Von 1956 bis 1963 saß er im Stadtrat von Chester. Von 1964 bis 1967 war er Bürgermeister der Stadt. Von 1968 bis 1970 war er Richter am Court of Common Pleas von Delaware County.
Am 30. November 1970 wurde er von Präsident Richard Nixon zum Richter am United States District Court für den östlichen Distrikt von Pennsylvania nominiert, um einen für diesen Distrikt neu geschaffenen Richterposten zu besetzen. Am 19. Dezember 1970 wurde er vom Senat der Vereinigten Staaten bestätigt. Am 21. Dezember erfolgte seine Vereidigung. Gorbey bekleidete diesen Richterposten bis zu seinem Tod am 24. Oktober 1977. Sein vakanter Sitz wurde mit Norma Levy Shapiro neu besetzt.